# Fassa Bortolo (Radsportteam)

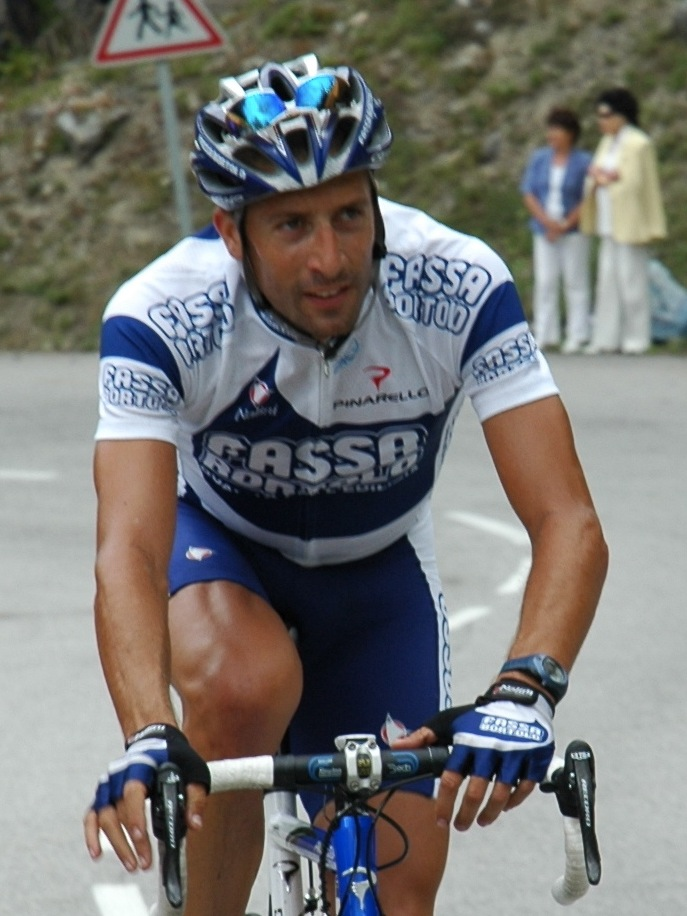
Juan Antonio Flecha bei Tour de France 2005

Fassa Bortolo war ein von 2000 bis 2005 bestehendes professionelles Radsportteam aus Italien unter Leitung von Giancarlo Ferretti.
Hauptsponsor war die Firma Fassa Bortolo, ein italienischer Hersteller von Baustoffen. Das Team war bis 2005 auf den Sprintstar Alessandro Petacchi zugeschnitten. Er gewann bei der Tour de France 2003 vier Etappen, beim Giro d’Italia 2004 sogar neun, und weitere vier bei der Vuelta a España. Bei der Tour de France 2003 kamen allerdings nur drei Fahrer in Paris an, bester Fahrer im Gesamtklassement war Ivan Basso als Siebter.
Fassa Bortolo nahm als eines von 20 Teams die 2005 neugeschaffenen UCI Pro Tour teil. Nach der Saison 2005 wurde das Team aufgelöst, da sich Sponsor Fassa Bortolo aus dem Männerradsport zurückzog und seitdem im Frauenradsport das Team Top Girls Fassa Bortolo unterstützt.

## Team 2005

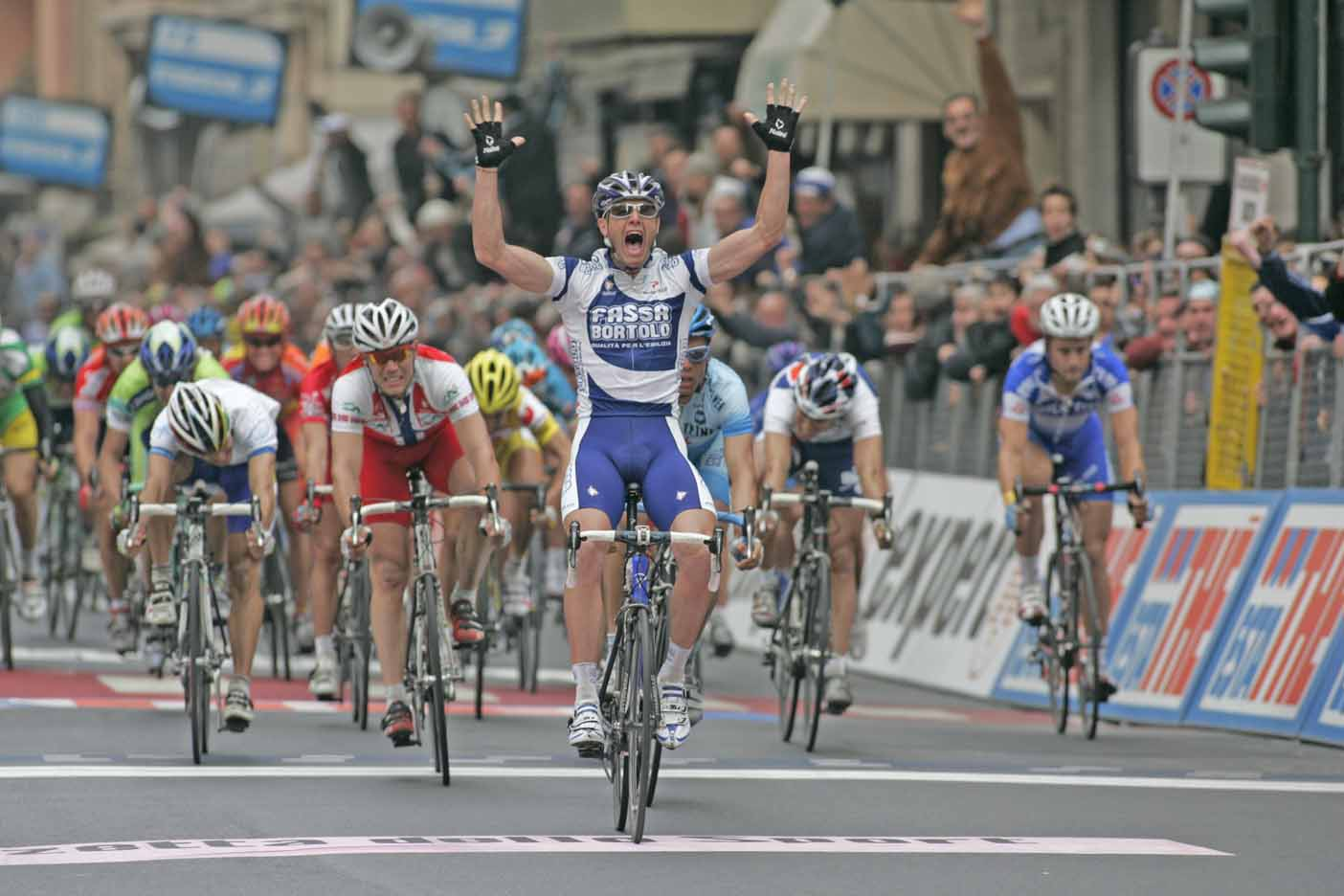
Alessandro Petacchi bei Mailand-San Remo 2005

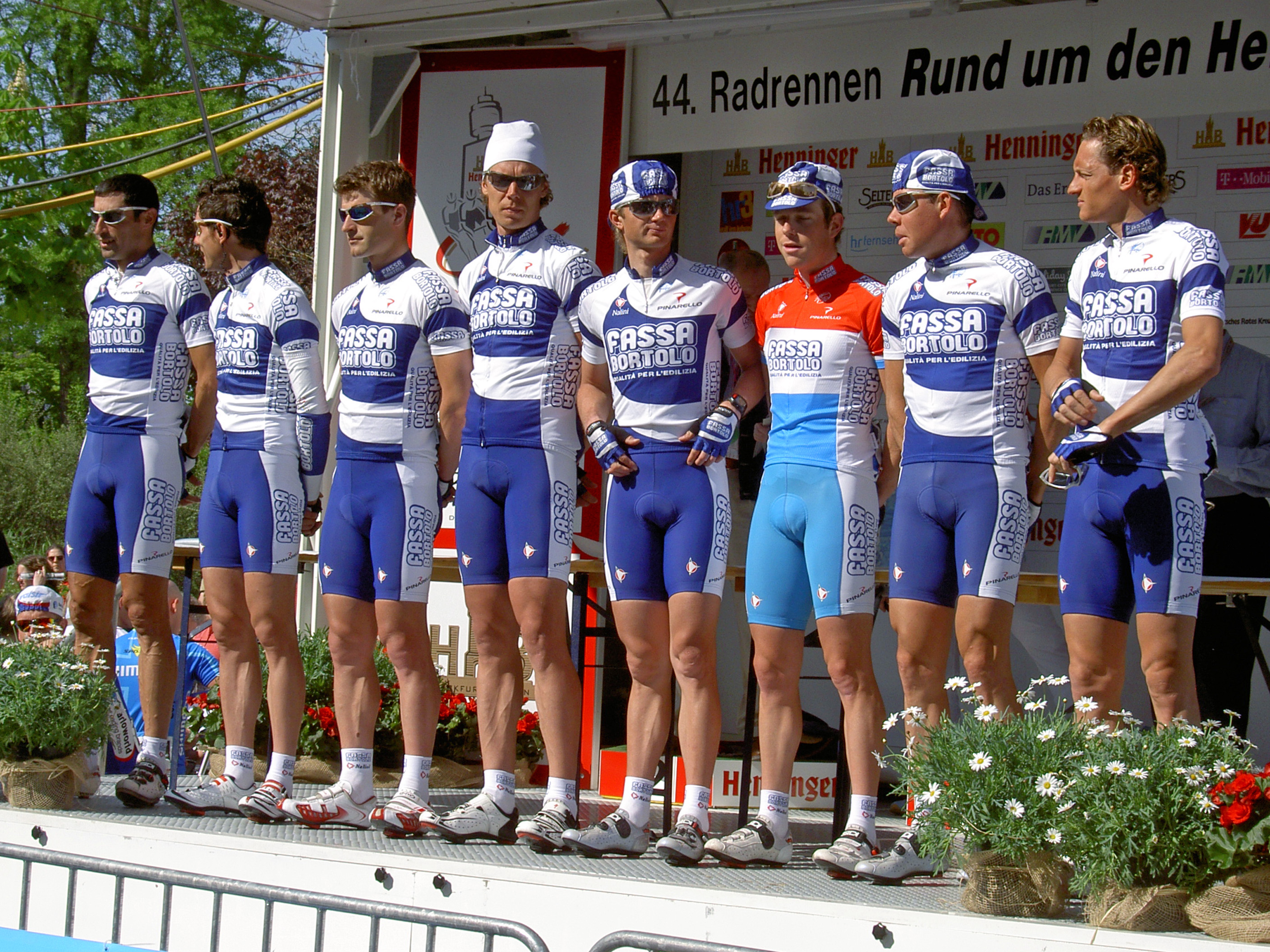
Rund um den Henninger-Turm 2005

| Name                | Geburtstag         | Nationalität | Team 2006               |
| ------------------- | ------------------ | ------------ | ----------------------- |
| Andrus Aug          | 22. Mai 1972       | Estland      | Acqua e Sapone          |
| Fabio Baldato       | 13. Juni 1968      | Italien      | Tenax                   |
| Lorenzo Bernucci    | 15. September 1979 | Italien      | T-Mobile Team           |
| Paolo Bossoni       | 2. Juli 1976       | Italien      | Tenax                   |
| Marzio Bruseghin    | 15. Juni 1974      | Italien      | Lampre-Fondital         |
| Fabian Cancellara   | 18. März 1981      | Schweiz      | Team CSC                |
| Francesco Chicchi   | 27. November 1980  | Italien      | Quick Step-Innergetic   |
| Massimo Codol       | 27. Februar 1973   | Italien      | Tenax                   |
| Claudio Corioni     | 26. Dezember 1982  | Italien      | Lampre-Fondital         |
| Mauro Facci         | 11. Mai 1982       | Italien      | Team Barloworld         |
| Juan Antonio Flecha | 17. September 1977 | Spanien      | Rabobank                |
| Dario Frigo         | 18. September 1973 | Italien      | Dopingsperre            |
| Massimo Giunti      | 29. Juli 1974      | Italien      | Naturino-Sapore di Mare |
| Volodymyr Gustov    | 15. Februar 1977   | Ukraine      | Team CSC                |
| Andrej Hauptman     | 5. Mai 1975        | Slowenien    | Radenska Powerbar       |
| Kim Kirchen         | 3. Juli 1978       | Luxemburg    | T-Mobile Team           |
| Gustav Larsson      | 20. September 1980 | Schweden     | La Française des Jeux   |
| Vincenzo Nibali     | 14. November 1984  | Italien      | Liquigas-Bianchi        |
| Alberto Ongarato    | 24. Juli 1975      | Italien      | Team Milram             |
| Alessandro Petacchi | 3. Januar 1974     | Italien      | Team Milram             |
| Roberto Petito      | 1. Februar 1971    | Italien      | Tenax                   |
| Fabio Sacchi        | 23. Mai 1974       | Italien      | Team Milram             |
| Julián Sánchez      | 26. Februar 1980   | Spanien      | Comunidad Valenciana    |
| Kanstanzin Siuzou   | 9. August 1982     | Belarus      | Acqua e Sapone          |
| Matteo Tosatto      | 14. Mai 1974       | Italien      | Quick Step-Innergetic   |
| Marco Velo          | 9. März 1974       | Italien      | Team Milram             |

## Bekannte ehemalige Fahrer
- Andrea Ferrigato (2000)
- Luca Mazzanti (2000–2001)
- Andrea Peron (2000–2001)
- Raimondas Rumšas (2000–2001)
- Andrea Moletta (2001)
- Wladimir Belli (2000–2002)
- Dmitri Konyschew (2000–2002)
- Francesco Casagrande (2001–2002)
- Serhij Hontschar (2002)
- Rinaldo Nocentini (2002)
- Tadej Valjavec (2000–2003)
- Ivan Basso (2001–2003)
- Michele Bartoli (2002–2003)
- Sven Montgomery (2002–2003)
- Marco Zanotti (2002–2003)
- Sergei Iwanow (2001–2004)
- Dario Cioni (2003–2004)
- Aitor González Jiménez (2003–2004)
- Filippo Pozzato (2003–2004)
- Guido Trenti (2003–2004)
- Tom Danielson (2004)
- Frank Vandenbroucke (2004)